# نمی‌دونم چیکار کنم
«نمیدونم چیکار کنم» (انگلیسی: Don't Know What to Do) ترانه‌ای از گروه دخترانهٔ کره‌ای بلک‌پینک است. ترانه‌سرایی این آهنگ بر عهدهٔ برایان لی و تدی پارک بوده‌است و آنها در کنار ۲۴، بکو بوم و آر. تی تهیه‌کنندگی این ترانه را انجام داده‌اند. «نمی‌دونم چیکار کنم» دومین ترانه از دومین ئی‌پی گروه به نام این عشق را بکش است.

## جدول‌ها
| جدول (۲۰۱۹)                                      | بالاترین موقعیت |
| ۴۹                                               |                 |
| ------------------------------------------------ | --------------- |
| تک‌آهنگ‌های هات نیوزیلند (آرام‌ان‌زد)                | ۱۱              |
| مالزی (آرآی‌ام)                                   | ۲               |
| کره جنوبی (هات ۱۰۰)                              | ۹               |
| کره جنوبی (گائون)                                | ۳۸              |
| فروش دیجیتال جهانی ایالات متحده آمریکا (بیلبورد) | ۴               |

| جدول (۲۰۱۹)       | بالاترین موقعیت |
| ----------------- | --------------- |
| کره جنوبی (گائون) | ۵۸              |

| جدول (۲۰۱۹)       | موقعیت |
| ----------------- | ------ |
| کره جنوبی (گائون) | ۱۳۴    |

## تاریخچهٔ انتشار
| منطقه | تاریخ        | قالب                   | ناشر                                     |
| ----- | ------------ | ---------------------- | ---------------------------------------- |
| مختلف | ۵ آوریل ۲۰۱۹ | دانلود دیجیتال، استریم | وای‌جی انترتینمنت، جینی میوزیک، اینترسکوپ |